# Leváre
Leváre – wieś (obec) na Słowacji położona w kraju bańskobystrzyckim, w powiecie Revúca. Pierwsze wzmianki o miejscowości pochodzą z roku 1427.
Według danych z dnia 31 grudnia 2012, wieś zamieszkiwało 100 osób, w tym 48 kobiet i 52 mężczyzn.
W 2001 roku rozkład populacji względem narodowości i przynależności etnicznej wyglądał następująco:
- Słowacy – 9,62%
- Romowie – 5,77%
- Węgrzy – 84,62%

W 2001 roku 96,15% mieszkańców było katolikami rzymskimi, a 0,96% nie podało swojego wyznania.